# سردار أوزير
سردار أوزر (بالتركية: Serdar Özer)‏ هو ممثل سينما وتلفزيون تركي ولد في يوم 21 كانون الثاني 1980 في مدينة إسطنبول في تركيا، مثل في عدة مسلسلات تركية منها مسلسل نارين ومسلسل رماد الحب ومسلسل لعبة القدر.

## روابط خارجية
- سردار أوزير على موقع IMDb (الإنجليزية)
- سردار أوزير على موقع قاعدة بيانات الفيلم (الإنجليزية)